# Top Cops
Pour plus de détails, voir Fiche technique et Distribution.
Top Cops ou Flics en service au Québec (Cop Out) est un film américain réalisé par Kevin Smith, sorti en 2010.
Avec Père et Fille (2004) et Zack et Miri font un porno (2008), ce film est à l'époque l'un des rares films de Kevin Smith à ne pas faire allusion au View Askewniverse, un univers de fiction regroupant un tas de personnages apparaissant dans tous ses films, depuis Clerks : Les Employés modèles (1994).

## Synopsis
Jimmy Monroe et Paul Hodges, deux policiers, recherchent une carte de collection de baseball qui a été volée. Au cours de leur enquête, ils seront amenés a sauver une belle mexicaine et croiseront egalement des malfaiteurs et de l'argent blanchi.

## Fiche technique
- Titre français : Top Cops
- Titre québécois : Flics en service
- Titre original : Cop Out
- Réalisateur : Kevin Smith
- Scénario : Robb Cullen et Marc Cullen
- Musique : Harold Faltermeyer
- Décors : Michael Shaw
- Costumes : Juliet Polcsa
- Photographie : David Klein
- Montage : Kevin Smith
- Production : Polly Cohen Johnsen, Marc E. Platt, Michael Tadross, Robb Cullen (exécutif), Marc Cullen (exécutif)
- Société de distribution : Warner Bros.
- Budget : 34 200 000 $[1]
- Format : 2,35 : 1 • 35 mm
- Langue originale : anglais
- Genre : comédie policière, buddy movie
- Durée : 107 minutes
- Dates de sortie[2] :

 États-Unis,  Canada : 26 février 2010
 Belgique,  France,  Suisse romande : 23 juin 2010

## Distribution
- Bruce Willis (VF : Patrick Poivey ; VQ : Jean-Luc Montminy) : Jimmy Monroe
- Tracy Morgan (VF : Jean-Paul Pitolin ; VQ : Tristan Harvey) : Paul Hodges
- Juan Carlos Hernández (VQ : Jacques Lussier) : Raul
- Cory Fernandez : Juan
- Kevin Pollak (VF : Jacques Bouanich ; VQ : Yves Soutière) : Hunsaker
- Adam Brody (VF : Donald Reignoux ; VQ : Sébastien Reding) : Barry Mangold
- Seann William Scott (VF : Ludovic Baugin ; VQ : Patrice Dubois) : Dave
- Guillermo Diaz (VF : Julien Kramer ; VQ : Stéphane Rivard) : Poor Boy
- Sean Cullen (VQ : Pierre Auger) : le capitaine Romans
- Ana de la Reguera (VF : Ethel Houbiers) : Gabriela
- Jason Lee (VF : Philippe Valmont ; VQ : Antoine Durand) : Roy
- Michelle Trachtenberg : Ava
- Rashida Jones (VF : Elisabeth Ventura ; VQ : Éveline Gélinas) : Debbie
- Susie Essman : Laura
- John D'Leo : Kevin
- Fred Armisen : l'avocat russe
- Robb Cullen : le médecin légiste (caméo)

Sources et légendes : Version française (VF) sur AlloDoublage Version québécoise (VA) sur Doublage Québec

## Production

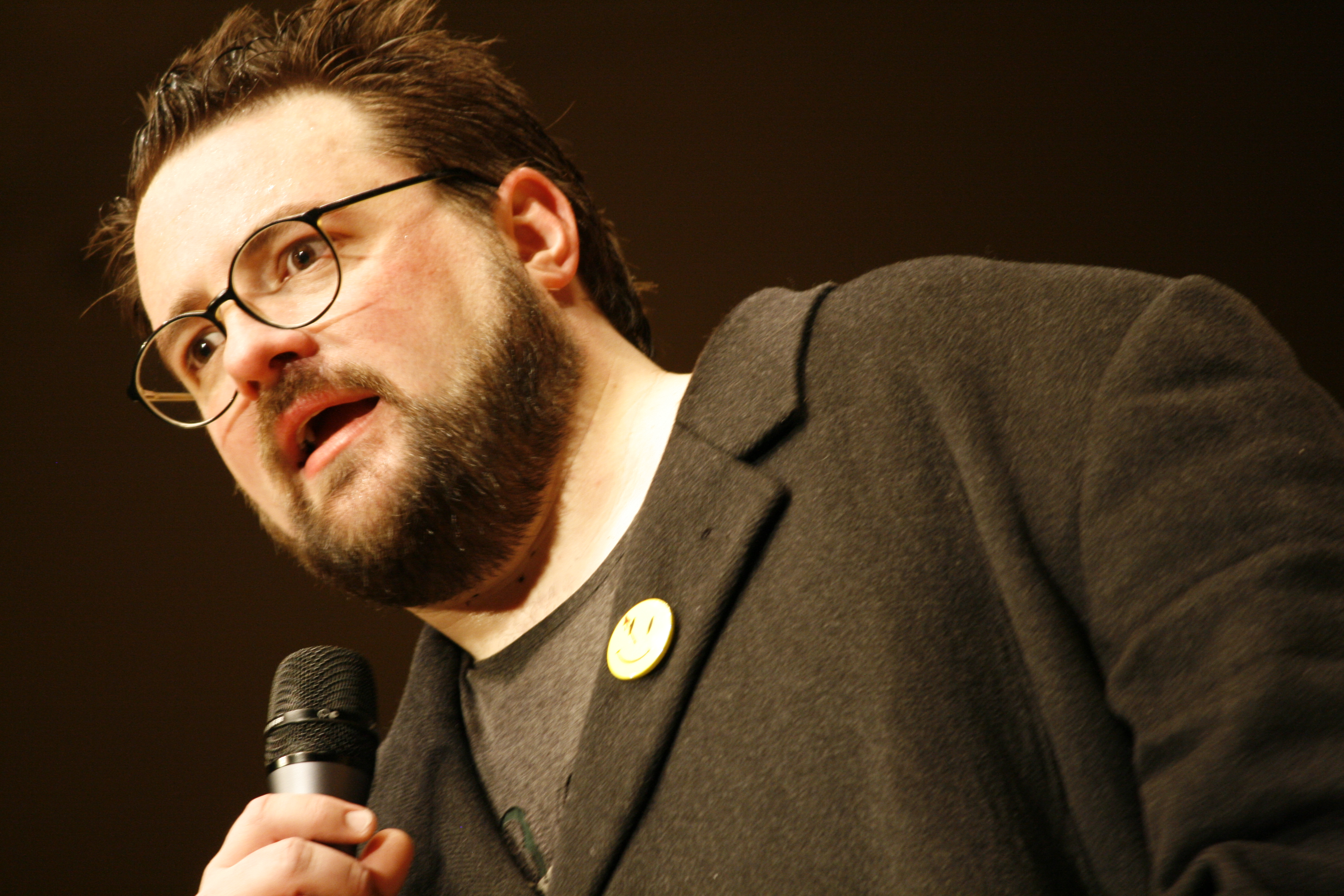
Kevin Smith en février 2009.

Le scénario, écrit par les frères Robb et Marc Cullen, s'intitule à l'origine A Couple of Dicks. Il est ensuite renommé A Couple of Cops puis finalement Cop Out. C'est le premier film de Kevin Smith dont il n'a pas écrit le scénario. Il déclare qu'il a été séduit par le script des frères Cullen, notamment les dialogues. Il y voit par ailleurs un parallèle entre les deux personnages, Jimmy Monroe et Paul Hodges, avec deux des personnages de son View Askewniverse, Dante Hicks et Randal Graves : « C'est comme Dante et Randal en flics ».
Kevin Smith accepte même un salaire plus bas car il souhaite absolument travailler avec Bruce Willis. Cependant, dans une interview-podcast en 2011 avec Marc Maron, Kevin Smith révèle que son expérience de travail avec Bruce Willis a été très mauvaise. Il déclare notamment que l'acteur « est ingérable, refuse de se laisser diriger, et n'est juste bon qu'à écouter ses propres suggestions. Rappelez-vous de celui qui est vraiment drôle dans le film ? Ça n'est pas lui, c'est sûr. S'il n'y avait pas eu Tracy [Morgan], je me serais flingué ou j'aurais flingué quelqu'un d'autre... On m'accusera de dire tout ça pour me dédouaner du fait que le film ait fait un bide mais ça n'est pas ça ».
Jason Mewes et Ben Affleck, deux acteurs habitués aux films de Kevin Smith, étaient pressentis pour jouer dans le film mais ont finalement du y renoncer.
Le tournage débute le 2 juin 2009 et s'achève en août 2009. Il a lieu à New York, notamment dans le Queens (Ridgewood, Flushing), à Brooklyn (Greenpoint, McGuinness Boulevard, Wythe Avenue, etc.).

## Autour du film
Un clin d’œil comique est fait au film Piège de cristal et sa saga Die Hard, ainsi que leur protagoniste John McClane (également un policier interprété par Bruce Willis) dans la scène du film où Monroe (Bruce Willis) par jeu, observe derrière une vitre teintée son coéquipier Hodges (Tracy Morgan) en train de faire l'interrogatoire d'un suspect réfractaire en lui jouant un rôle de flic complètement cinglé qui cite des répliques cultes de films policiers : au moment où Hodges cite le fameux « Yippee-ki-yay, pauvre con ! » de John McClane, Monroe fait mine de ne pas connaître cette réplique-là.